# Nicolas Kiesa
 Nicolas Kiesa  ha estat un pilot de curses automobilístiques danès que va arribar a disputar curses de Fórmula 1.
Va néixer el 3 de març del 1978 a Copenhague, Dinamarca.

## A la F1
Va debutar a la dotzena cursa de la temporada 2003 (la cinquanta-quatrena temporada de la història) del campionat del món de la Fórmula 1, disputant el 3 d'agost del 2003 el GP d'Alemanya.
Nicolas Kiesa va participar en un total de cinc curses puntuables pel campionat de la F1, disputades totes a la temporada 2003 assolí una onzena posició com millor classificació a una cursa i no aconseguint cap punt vàlid pel campionat del món de pilots/constructors.
A la temporada 2005 va exercir de pilot provador / tercer pilot a l'escuderia Jordan però no va arribar a disputar cap cursa.

## Resultats a la Fórmula 1
| Any  | Equip                     | Xassís  | Motor    | 1   | 2   | 3   | 4   | 5   | 6   | 7   | 8   | 9   | 10  | 11 | 12     | 13     | 14     | 15     | 16     | Posició | Punts |
| ---- | ------------------------- | ------- | -------- | --- | --- | --- | --- | --- | --- | --- | --- | --- | --- | -- | ------ | ------ | ------ | ------ | ------ | ------- | ----- |
| 2003 | European Minardi Cosworth | Minardi | Cosworth | AUS | MAL | BRA | SNM | ESP | AUT | MON | CAN | EUR | FRA | GB | ALE 12 | HON 13 | ITA 12 | USA 11 | JAP 16 | -       | 0     |

### Resum
| Curses: | Victòries: | Pòdiums: | Poles: | Voltes ràpides: | Punts: |
| ------- | ---------- | -------- | ------ | --------------- | ------ |
| 5 (5)   | 0          | 0        | 0      | 0               | 0      |